# 암석 사막

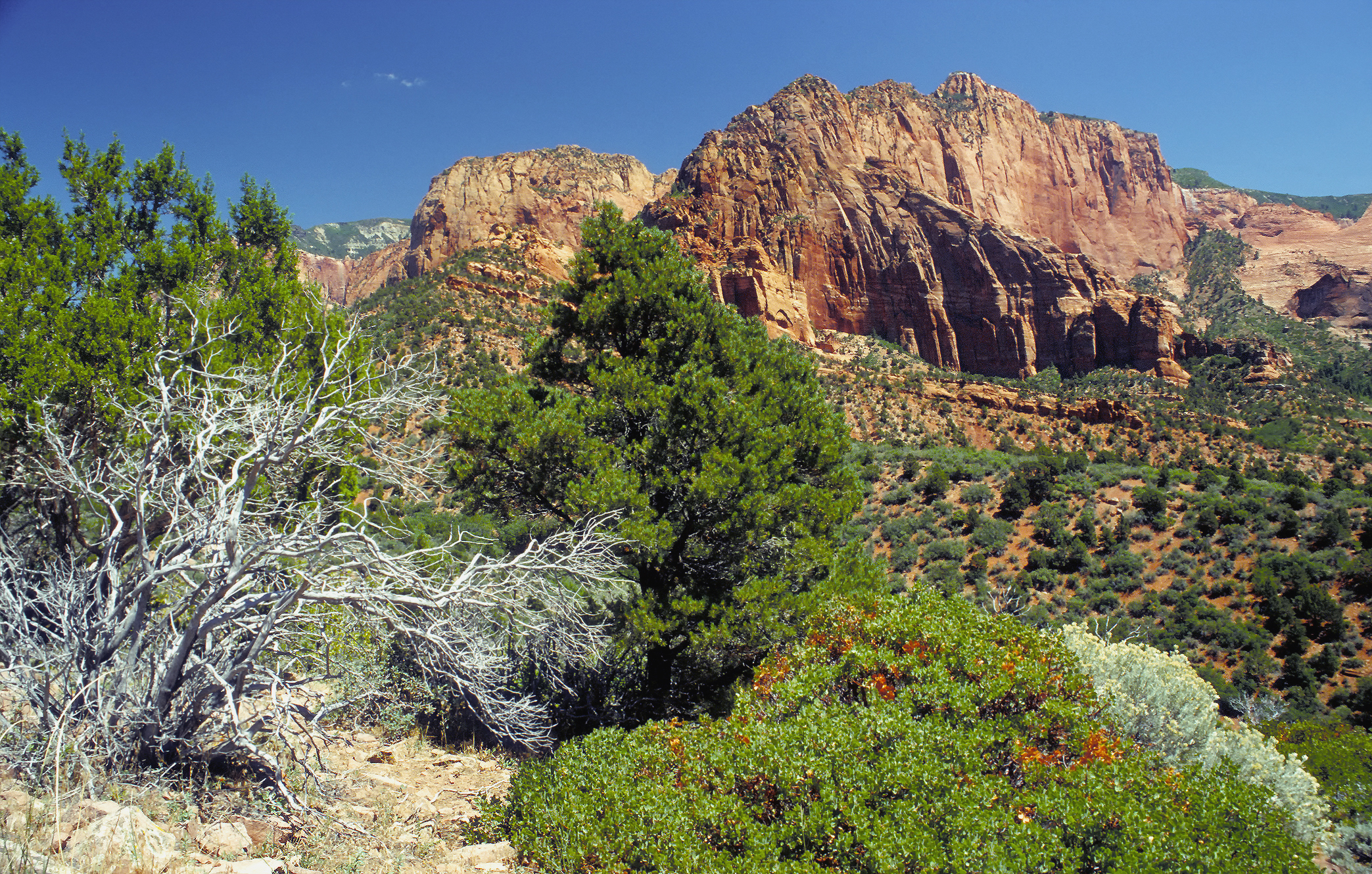
미국 유타주의 바위사막.

암석 사막(巖石沙漠, 영어: rocky desert)은 건조지역의 사막 중에서 암석이 노출되어 있는 곳이다. 암질사막이라고도 하며, 북아프리카 지방(사하라 사막)에서는 하마다라고 한다. 세계의 사막 가운데 모래사막보다 암석사막의 면적이 훨씬 넓다. 암석사막은 미국 서부 사막의 98%, 사하라 사막의 89%, 아라비아 사막의 70%의 면적을 차지하고 있다. 암석이 노출되어 있으므로 모래를 함유한 바람에 의해 침식되어 모래의 공급원이 되며, 황량한 풍경을 자아낸다.

## 같이 보기
- 사막